# سوفی آستین
سوفی آستین (۵ ژانویه ۱۹۸۴)  هنرپیشه بریتانیایی است. او بیشتر به دلیل ایفای نقش لیندسی باترفیلد در سریال بریتانیایی هالیوکس (۲۰۱۳ تا می ۲۰۱۶) شناخته می‌شود. 

## زندگی شخصی
در ۲۰۱۵، وی با گرام رونی بازیگر همکارش ازدواج نمود. این زوج سال بعد از هم طلاق گرفتند.
در ۲۰۱۶، وی با خواننده و بازیگر فیلم‌ خیابان کورونیشن، شین وارد آشنا شد. در ۲ آگوست ۲۰۱۶، این زوج خبر دادند که در انتظار نخستین فرزند خود هستند.
۳ دسامبر ۲۰۱۶، این زوج صاحب نخستین فرزندشان شدند، دختری به نام ویلومی؛ سپس سوفی در دسامبر ۲۰۱۷ نامزدی خود را با او اعلام نمود. ژانویه ۲۰۲۲، این زوج خبر دادند که منتظر دومین فرزند خود هستند و بالاخره درتاریخ ۱۱ ژوئن ۲۰۲۲، فرزند دوم آنها که یک پسر بود به دنیا آمد.

## فیلم شناسی
| سال  | عنوان                                      | نقش                   | یادداشت        |
| ---- | ------------------------------------------ | --------------------- | -------------- |
| ۲۰۰۰ | پریا                                       | دختری در ایستگاه قطار | فیلم           |
| ۲۰۰۹ | شیطان درون                                 | دبی                   | فیلم           |
| ۲۰۱۰ | دخترانی که پارتی و مهمانی های شبانه میروند | لوسی                  | فیلم تلویزیونی |

| سال       | عنوان           | نقش             | یادداشت      |
| --------- | --------------- | --------------- | ------------ |
| ۲۰۱۱      | ایست اندرز      | جولز            | ۲ قسمت       |
| ۲۰۱۲      | نامناسب         | سارا            | نقش مهمان    |
| ۲۰۱۲      | هالیوکس         | یاقوت کبود      | ۱ قسمت       |
| ۲۰۱۳–۲۰۱۶ | هالیوکس         | لیندسی باترفیلد | سریال معمولی |
| ۲۰۱۶      | سانحه، کشته     | تانیا دافین     | ۲ قسمت       |
| ۲۰۱۷      | تینا و بابی     | جودیت هرست      | نقش اصلی     |
| ۲۰۱۷      | حرکت در         | خانم سامفیلد    |              |
| ۲۰۱۸      | به ماما زنگ بزن | مارجوری چیوورز  |              |
| ۲۰۱۸      | پزشکان          | کیتی بارت       |              |
| ۲۰۱۹      | سانحه، کشته     | سوزی            | ۱ قسمت       |

## لینک های خارجی
- سوفی آستین در بانک اطلاعات اینترنتی فیلم‌ها (IMDb)